# Euphorbia tanquahuete
El pegahueso (Euphorbia tanquahuete) es una especie fanerógama perteneciente a la familia Euphorbiaceae. Es nativo  de México se localiza en morelos, guerrero, oaxaca y otros estados. 

## Descripción
Es un árbol frondoso que mide hasta 12 m de altura, con látex blanco. Las hojas son angostas y vellosas. Sus flores son verdosas y están como en ramitas y los frutos parecen granos de café.

## Distribución y hábitat
De origen desconocido, se encuentra en México presente en clima semiseco hasta los 1100 metros, asociada al bosque tropical caducifolio.

## Propiedades
En el Estado de Guerrero, se usa para "ayudar a pegar la cadera de la mujer" en el postparto, también se menciona que puede promover la concepción y aliviar las fracturas. Usada como cordial.
Sus troncos son cortados para las cercas de los corrales para el ganado.

## Taxonomía
Euphorbia tanquahuete fue descrita por Sessé & Moc. y publicado en Flora Mexicana. 122. 1894.
Etimología
Euphorbia: nombre genérico que deriva del médico griego del rey Juba II de Mauritania (52 a 50 a. C. - 23), Euphorbus, en su honor – o en alusión a su gran vientre –  ya que usaba médicamente Euphorbia resinifera. En 1753 Carlos Linneo asignó el nombre a todo el género.
tanquahuete: epíteto
Sinonimia
- Euphorbia elastica Altam. & Rose
- Euphorbia fulva Stapf
- Euphorbiodendron fulvum (Stapf) Millsp.[4][5]